# 聖安德肋主教座堂 (格拉斯哥)

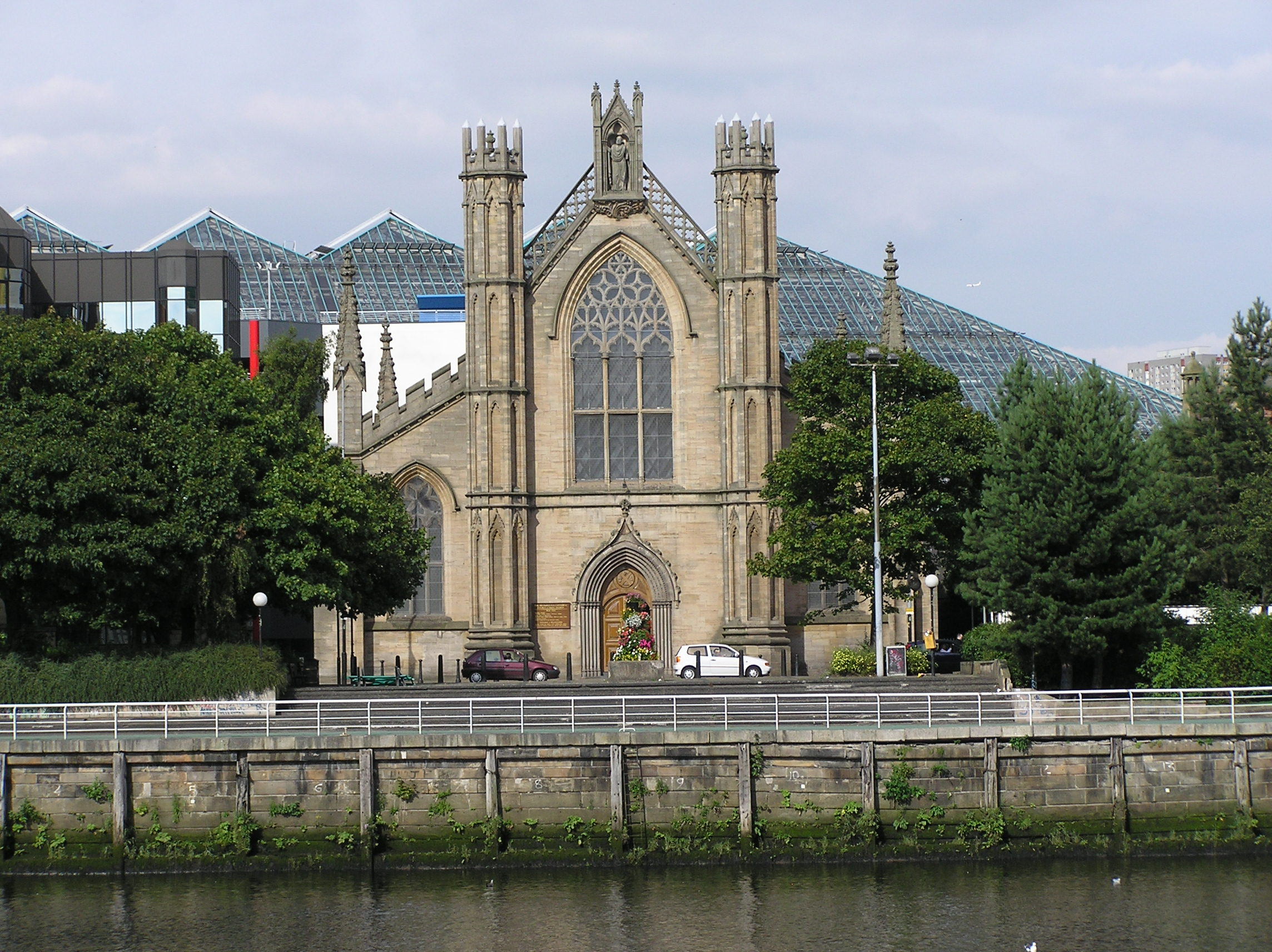
聖安德肋主教座堂

聖安德肋都主教座堂（英語：Metropolitan Cathedral Church of Saint Andrew），也稱格拉斯哥都主教座堂（Glasgow Metropolitan Cathedral）是位於蘇格蘭格拉斯哥市中心的一座羅馬天主教的教堂。聖安德肋主教座堂是天主教格拉斯哥主教區的主教座堂。教堂修建於1814年，為新哥特式風格建築。教堂的名稱系來自於蘇格蘭的守護聖人聖安德肋。2009年8月14日開始，教堂進行大規模翻修。2011年4月11日，教堂重新開放。

## 外部連結
- Official Website of the RC Cathedral of Glasgow （页面存档备份，存于）
- Merchant City - Old Glasgow Sights -  Contains historical extracts, engravings and drawings of the Cathedral.